# Lichères-près-Aigremont
Lichères-près-Aigremont es una localidad y comuna francesa situada en la región de Borgoña, departamento de Yonne, en el distrito de Auxerre y cantón de Chablis.

## Demografía
| 356 | 412 | 443 | 416 | 433 | 419 | 435 | 435 | 364 | 335 | 360 | 372 | 355 | 331 | 330 | 319 | 290 | 266 | 243 | 231 | 196 | 209 | 250 | 231 | 210 | 185 | 140 | 168 | 162 | 142 | 129 | 156 | 176 |
| Para los censos de 1962 a 1999 la población legal corresponde a la población sin duplicidades (Fuente: INSEE [Consultar]) |     |     |     |     |     |     |     |     |     |     |     |     |     |     |     |     |     |     |     |     |     |     |     |     |     |     |     |     |     |     |     |     |